# Liesbet De Vocht
Liesbet De Vocht (nascida em 5 de janeiro de 1979) é uma ex-ciclista belga de ciclismo em estrada. Ela se aposentou no final da temporada de 2014.

## Londres 2012
Competiu como representante de seu país nos Jogos Olímpicos de Verão de 2012 em Londres, onde competiu em duas provas de ciclismo em estrada (individual e por equipes), terminando respectivamente na vigésima terceira e nona posição.

## Vida pessoal
Seu irmão, Wim De Vocht, é também um ex-ciclista profissional.